# هامادو کاراموکو
هامادو کاراموکو (انگلیسی: Hamadou Karamoko؛ زادهٔ ۳۱ اکتبر ۱۹۹۵) بازیکن فوتبال اهل فرانسه است.
از باشگاه‌هایی که در آن بازی کرده‌است می‌توان به باشگاه فوتبال ستاره سرخ و باشگاه فوتبال لوریان اشاره کرد.